# Hoplitis grossepunctata
Hoplitis grossepunctata is een vliesvleugelig insect uit de familie Megachilidae. De wetenschappelijke naam van de soort is voor het eerst geldig gepubliceerd in 1905 door Kohl.